# Parc national Volcán Isluga
Le parc national Volcán Isluga est un parc national situé dans la région de Tarapacá au Chili, près de Colchane et au sud du parc national Lauca. Il a une superficie de 1 747 km2, sur une altitude comprise entre 2 100 et 5 600 m. Il a été nommé d'après le volcan Isluga, qui avec ses 5 550 m, est le point culminant du parc.